# San Mercurio (Lentini)
Mercurio (... – Lentini, 10 dicembre 253) è stato un centurione romano. Subì il martirio per aver imbracciato la fede cristiana dopo l'incontro con i santi Alfio, Filadelfo e Cirino e viene venerato come santo dalla Chiesa cattolica e dalla Chiesa Cristiana Ortodossa.

## Agiografia
Della figura di Mercurio sappiamo poco, e il suo nome compare solo brevemente nell’agiografia dei Santi Alfio, Filadelfo e Cirino. Comandante dei venti soldati incaricati di scortare i tre santi, Mercurio fu profondamente colpito dai prodigi compiuti durante il cammino e, insieme ai suoi uomini, abbracciò la fede cristiana. Questo atto di conversione provocò però l’ira di Tertullo, che ordinò una punizione esemplare: Mercurio e i suoi soldati furono brutalmente battuti e infine giustiziati.
Esiste, tuttavia, una tradizione agiografica parallela che potrebbe riferirsi a questa stessa figura, benché le fonti non confermino con certezza la loro coincidenza. Secondo questa versione, Mercurio era un generale romano che servì l’Impero in diverse missioni, alcune delle quali in Sicilia. Pur mantenendo la sua lealtà verso l’Impero, rifiutò di venerare le divinità pagane e si dichiarò apertamente cristiano. Subì torture violente, ma fu assistito da un Angelo che curava le sue ferite, fino a condurlo infine al martirio per decapitazione. La mancanza di documentazione storica certa rende difficile stabilire se questa tradizione coincida effettivamente con la figura di Mercurio legata ai santi Alfio, Filadelfo e Cirino.